# Skidway Lake
Skidway Lake is een plaats (census-designated place) in de Amerikaanse staat Michigan, en valt bestuurlijk gezien onder Ogemaw County.

## Demografie
Bij de volkstelling in 2000 werd het aantal inwoners vastgesteld op 3147.

## Geografie
Volgens het United States Census Bureau beslaat de plaats een oppervlakte van
30,2 km², waarvan 29,3 km² land en 0,9 km² water. Skidway Lake ligt op ongeveer 249 m boven zeeniveau.

## Plaatsen in de nabije omgeving
De onderstaande figuur toont nabijgelegen plaatsen in een straal van 24 km rond Skidway Lake.